# Imidaclopride
L’imidaclopride est un pesticide de la famille des néonicotinoïdes, insecticides les plus utilisés dans le monde, et massivement employés en agriculture depuis le début des années 1990 (et depuis 1994 en France). Présent dans de nombreuses formulations, l'imidaclopride est la substance active du Gaucho pour traiter les céréales, et entre également dans la composition du Confidor (pour les arbres fruitiers), du Provado (pour les jardins), du Advantage (contre les puces et les tiques pour les chiens et les chats), ou encore du Premise (contre les termites et les cafards). Ayant un atome de chlore sur son cycle pyridine, il fait partie des chloronicotinyles.
Comme tous les néonicotinoïdes, ce pesticide est un produit « systémique », c'est-à-dire qui diffuse dans tout l'organisme de la plante (et ainsi présent à faibles doses dans le nectar et le pollen des fleurs de cultures industrielles traitées avec ces produits, telles que le maïs et le colza ; la première démonstration ayant été publiée en 2003 pour le tournesol par le CNRS). Plus récemment, il est apparu que tous les compartiments environnementaux pouvaient être contaminés : sol, eau, plantes, pollens, nectars, air du fait de l'utilisation massive et préventive de l'imidaclopride (ou d'autres néonicotinoïdes).

Ces molécules sont de puissants neurotoxiques pour les insectes. Par exemple l'imidaclopride est 7 000 fois plus toxique pour les abeilles que le DDT sur la base des doses létales 50 %. Chez les mouches drosophiles, les effets de l'imidaclopride sur la survie et la reproduction sont encore démontrés à des concentrations plusieurs millions de fois inférieures à la concentration létale 50 %,.

Les néonicotinoïdes ciblent le système nerveux des insectes qui consomment ces plantes en interagissant négativement avec les récepteurs nicotiniques de l'acétylcholine dont elles sont un antagoniste. L'imidaclopride, selon des chercheurs écossais (étude 2012) pourrait participer et accélérer la régression de pollinisateurs tels que les bourdons.

L'imidaclopride est un insecticide, mais il s'avère également toxique pour les algues (cf. CL90 > 9 mg·l-1.) et particulièrement pour de nombreux organismes invertébrés et vertébrés non cibles (pollinisateurs, oiseaux, etc.) selon la Task Force on systemic pesticides menée par Jean-Marc Bonmatin (CNRS) lors d'une évaluation mondiale et indépendante de toute la littérature scientifique disponible.

## Réglementation
Sur le plan de la réglementation des produits phytopharmaceutiques :
- pour l’Union européenne : n'est plus autorisée depuis le 1er décembre 2020[18],
- pour la France : les produits phytopharmaceutiques contenant cette substance active, qui appartient à la famille des néonicotinoïdes, sont interdits depuis 2018[19] sur le fondement de la loi pour la reconquête de la biodiversité, de la nature et des paysages.

Comme les autres pesticides, ce produit est soumis à des normes concernant les résidus dans l'alimentation humaine.

## Impact de l'imidaclopride sur les apidés (abeilles domestiques et bourdons notamment)
En France, dès la fin des années 1990, le Gaucho, un insecticide à base d'imidaclopride, est soupçonné, par les apiculteurs notamment, de provoquer une baisse de la population d'abeilles et de la production de miel.
- En 1999, Jean Glavany, ministre de l'Agriculture du gouvernement français, invoque le principe de précaution, et décide de suspendre l'usage du Gaucho pour le traitement des semences de tournesol.
- En 2003, on montre que les capacités d'apprentissage des abeilles sont dégradées par l'imidaclopride et l'un de ses métabolites, mais de manière différente selon les saisons, l'abeille y étant plus vulnérable en été qu'en hiver[20].
- En 2004, 10 ans après le début de l'usage massif des insecticides systémiques en France[4], on s'inquiète des « nouveaux risques »[4] posés par les insecticides systémiques à l'égard des pollinisateurs. Des chercheurs de l’INRA et du CNRS montrent que la présence de quelques ng/g d’imidaclopride dans la source de nourriture affecte l’activité de butinage[21]. D'autres chercheurs de l'ACTA, de l'INRA et spécialistes de la cognition animale et du comportement animal signalent des problèmes de troubles de la mémoire olfactive et de l'apprentissage chez les abeilles exposées à l'imidaclopride[14], alors que la discrimination olfactive est importante pour les choix alimentaires de l'abeille[22]. Ils notent que la mémoire de court terme et celle de long terme sont différemment affectées après une exposition ponctuelle[14]. Une autre étude a porté sur l'exposition à la deltaméthrine qui a un effet létal et d'inhibition du butinage et de l'activité à l'entrée de la ruche chez les travailleuses exposées, mais sans affecter ses capacités d'apprentissage avant ce stade[23].
Cette même année 2004, le ministre français de l'Agriculture Hervé Gaymard annonce l'interdiction de l'usage du Gaucho comme traitement de semences du maïs, jusqu'à la réévaluation de cette substance par la Commission européenne en 2006. Le ministre dit avoir fondé sa décision sur l'avis de la Commission d'études de la toxicité des produits phytosanitaires du 12 mai 2004. Elle se concrétise par un avis au Journal officiel du 2 juin 2004 aux détenteurs d'autorisation de mise sur le marché, aux distributeurs et aux utilisateurs de Gaucho. Cet avis porte sur le retrait de l'autorisation de mise sur le marché du Gaucho pour l'usage « traitement des semences de maïs » à partir du 25 mai 2004, avec un délai d'écoulement des stocks des semences traitées jusqu'au 30 juin 2004 pour leur utilisation. 
Peu de temps avant cette décision, le Confidor, un insecticide également à base d'imidaclopride, a fait l'objet d'un avis au Journal officiel du 4 mai 2004. Cet avis retire l'autorisation de mise sur le marché du Confidor pour les usages sur pommier, poirier commun et melon à partir du 26 avril 2004, avec une dérogation sous forme d'un délai d'écoulement des stocks jusqu'au 30 juin 2004 pour la distribution et l'utilisation.
- En 2006, des chercheurs proposent une nouvelle approche d'évaluation des risques pour l'imidaclopride[24] en raison notamment de son caractère systémique.
- En 2008, une autre étude taïwanaise[25], montre que des abeilles ouvrières en butinage augmentent le délai de visite à un même site de butinage quand elles ont été préalablement nourries d'un peu de sucre contenant de faibles doses (sublétales) d'imidaclopride, et plus la dose était élevée, plus le retard était important ; dans cette expérience, l'effet était mesurable à partir de 50 microgrammes par litre et au-delà de 1 200 mg / litre, on observait de nettes anomalies comportementales, certaines abeilles disparaissant et d'autre ne retrouvant le site d'alimentation que le lendemain (au lieu d'un délai moyen normal de 300 secondes dans ce cas). Les abeilles exposées à l'imidaclopride rentraient également avec du retard à la ruche. 
Cette même année 2008, la Commission européenne inscrit[26] l'imidaclopride à l'annexe I de la directive 91/414/CEE, ce qui revient à autoriser les États membres à incorporer cette substance active dans les préparations bénéficiant d'une autorisation de mise sur le marché sur leur territoire.
- En 2009, une nouvelle voie de contamination est découverte[27].
- En 2010, des chercheurs s'inquiètent du nombre et de la quantité de pesticides auxquels sont exposées les abeilles dans les zones agricoles d'Amérique du Nord, craignant un risque pour la santé, via la contamination du miel[28].
- En mars 2012, deux études publiées par la revue Science[8] évoquent à nouveau un lien entre deux néonicotinoïdes (imidaclopride, thiaméthoxame) et le syndrome d'effondrement des colonies d'abeilles pour l'une, et avec le déclin d'un autre pollinisateur ; le bourdon[8] pour l'autre. 
Le bourdon sauvage le plus commun (Bombus terrestris), en déclin[29] est - comme l'abeille[30] avec le varroa -  souvent trouvé parasité. De jeunes colonies de bourdon ont été expérimentalement exposées par des biologistes écossais à des doses d'imidaclopride jugées par eux comparables à celles auxquelles ces insectes peuvent être exposés aujourd'hui dans le nectar qu'ils récoltent en milieu naturel là où l'imidaclopride a été utilisé. En six semaines, les nids des bourdons exposés étaient 8 % à 12 % plus légers que les nids-témoins, laissant supposer que la colonie se nourrissait moins[29]. Chaque colonie a produit en moyenne 85 % de reines en moins, ce qui conduit a priori à une diminution de 85 % des nids pour l’année suivante alertent les chercheurs[29]. Or, le bourdon commun est notamment pollinisateur des cultures de fraises, framboises, myrtilles et tomates[29] et de nombreuses plantes sauvages.

## Caractéristiques physico-chimiques
Les caractéristiques physico-chimiques dont l'ordre de grandeur est indiqué ci-après, influencent les risques de transfert de cette substance active vers les eaux, et le risque de pollution des eaux :
- hydrolyse à pH 7 : très stable ;
- solubilité : 609 mg·l-1 ;
- coefficient de partage carbone organique-eau : 247 cm3·g-1. Ce paramètre, noté Koc, représente le potentiel de rétention de cette substance active sur la matière organique du sol. La mobilité de la matière active est réduite par son absorption sur les particules du sol ;
- durée de demi-vie : 180 jours. Ce paramètre, noté DT50, représente le potentiel de dégradation de cette substance active, et sa vitesse de dégradation dans le sol ;
- coefficient de partage octanol-eau : 0,57. Ce paramètre, noté log Kow ou log P, mesure l’hydrophilie (valeurs faibles) ou la lipophilie (valeurs fortes) de la substance active ;
- instable si exposée au soleil (photolyse), mais stabilisée dans des récipients en polyéthylène, si ces derniers sont exposés à la lumière durant 24, 48, 72, 168 et 336 heures[31].

## Métabolisme, métabolite
Les principaux métabolites étudiés chez Apis mellifera sont :
- 5-hydroxyimidaclopride (toxicité voisine de celle de l'imidaclopride)[15] ;
- 4,5-dihydroxyimidaclopride (aucune toxicité notable observée aux doses testées)[15] ;
- desnitroimidaclopride (aucune toxicité notable observée aux doses testées)[15] ;
- acide 6-chloronicotinique (aucune toxicité notable observée aux doses testées)[15] ;
- dérivé oléfine de l'imidaclopride (toxicité supérieure de celle de l'imidaclopride avec une DL 50 inférieure)[15] ;
- dérivé urée de l'imidaclopride (étant pour l'abeille d'une « toxicité non négligeable en suscitant près de 40 % de mortalité à 1000 ng/abeille (10 000 microg/kg) »[15] ;
- lors d'intoxications chroniques (doses répétées sur 10 jours), tous les métabolites testés de l'imidaclopride ont révélé une toxicité létale importante à 0,1 ng/g (Suchail et al. 2001).

## Écotoxicologie
Les symptômes chez les invertébrés qui y sont sensibles sont d'abord des symptômes de neurotoxicité tels que l’hyperréactivité et une hyperactivité, des tremblements, puis une hyporéactivité et une hypoactivité puis la mort.
Sur le plan de la toxicité aiguë, les concentrations létales 50 (CL50) dont l'ordre de grandeur est indiqué ci-après, sont observées :
- CL50 sur poissons : > 82 mg·l-1 ;
- CL50 sur daphnies : 84 mg·l-1 ;
- CL50 sur algues : > 9 mg·l-1.

La toxicité chronique de l'imidaclopride additionnée de ses métabolites est élevée : des abeilles nourries avec une solution de saccharose contenant 0,1 µg·L-1, 1 µg·L-1, et 10 µg·L-1 d'imidaclopride et de ses métabolites durant 10 jours voient 50 % de leur population mourir après 8 jours environ (dose consommée : 12 microl/jour/abeille, soit une dose cumulée en 8 jours d'environ 0.01, 0.1, and 1 nanogramme par abeille (soit 0.1, 1, et 10 microg/kg). Ainsi tous les composés testés se sont montrés toxiques à des doses 30 à 3000 (olefin), 60 à 6000 (imidaclopride), 200 à 20000 (5-OH-imidacloprid), et plus de 1000 à 100000 (autres métabolites) fois plus basses que celles requises pour produire le même effet en intoxication aiguë. Pour tous les produits testés, des mortalités d'abeilles ont été induites dès 72 h après le début de l'intoxication expérimentale.
Un métabolite de l'imidaclopride, le 5-OH-imidaclopride, en conditions de laboratoire s'est également montré toxique pour l'abeille, mais à des doses 5 fois plus élevées (pour la DL50 par voie orale en 48 h (153 ng par abeille, contre 30 ng pour l'imidaclopride).
Des mortalités d'oiseaux ayant consommé des graines traitées par ce produit sont également fréquemment constatées. De même, cette molécule se retrouvant dans les traitements antipuces des animaux domestiques, elle représente une menace sérieuse pour les oiseaux qui utilisent les poils des chiens et chats pour confectionner leur nid, ce qui intoxique leurs oisillons et les tue.
L'imidaclopride est plus de 7 000 fois plus toxique pour une abeille que le DDT.

## Toxicité pour l’homme
La toxicité pour l’Homme est mal connue pour l'exposition à long terme à de très faible dose.

La dose journalière acceptable (DJA) a été établie à 0,05 mg / kg / jour.

## Interdiction en France
Cette molécule n'est interdite en France que pour l'agriculture, depuis le 1er septembre 2018.
Les 5 néonicotinoïdes interdits sont Acétamipride, Clothianidine, Imidaclopride, Thiaclopride et Thiaméthoxame.